# David Mitchell (acteur)
Pour les articles homonymes, voir David Mitchell (homonymie) et Mitchell.
David James Stuart Mitchell, né le 14 juillet 1974,, est un acteur comique britannique. Il s'est fait connaître en tant que membre du duo comique Mitchell and Webb (en) avec son partenaire Robert Webb, dont il a fait la connaissance à l'Université de Cambridge. L'un et l'autre ont été membres des Cambridge Footlights, club que Mitchell présida en 1996.
Ensemble, ils jouent dans la série télévisée Peep Show, diffusée sur Channel 4. Mitchell y interprète Mark Corrigan, rôle pour lequel il remporte le British Academy Television Award de la meilleure performance comique en 2009. Mitchell et Webb ont également conçu et joué plusieurs émissions de sketches comiques, dont The Mitchell and Webb Situation (en), That Mitchell and Webb Sound (en) et plus récemment That Mitchell and Webb Look (en). Leur premier long métrage, Magicians (en), sort en 2007.
Mitchell participe également à plusieurs panel show (en) anglais, jeux télévisés auxquels participent des célébrités, notamment Was It Something I Said? (en) et The Bubble (en) dont il présenta l'unique saison en 2010, 10 O'Clock Live (en) et Would I Lie to You? où il tient le rôle de capitaine d'équipe. Il participe aussi régulièrement à QI, Mock the Week et Have I Got News for You (en).
Il est également présentateur de l'émission de radio The Unbelievable Truth (en).
Il tient une chronique dans le journal The Observer.

## Biographie

### Enfance
David Mitchell est né à Salisbury (Wiltshire, Angleterre). Il est le fils de Ian Douglas Mitchell et Kathy Grey Hugues qui étaient alors gérants d'hôtel. En 1977, alors que Mitchell avait deux ans, ses parents quittent leur travail pour donner des cours et s'occuper de son éducation. Il effectue sa scolarité à la Napier House Primary School. David a sept ans et demi à la naissance de son frère Daniel,,, sa famille déménage alors à Oxford où les parents de Mitchell donnent des cours de gestion hôtelière à Oxford Polytechnic, l'actuelle Oxford Brookes University,, et il est inscrit à la New College School, une école préparatoire indépendante. Dans un entretien accordé en 2006 à The Independent, Mitchell évoque ses rêves d'enfants :

« Quand j'étais à l'école, je voulais être soit comédien, soit Premier ministre. Cependant, je ne le reconnaissais pas en public, je disais vouloir être avocat [NdT : barrister en V.O.] et mes parents en étaient très heureux. Je n'ai admis vouloir devenir comédien qu'en entrant à l'université, où j'ai rencontré beaucoup d'autres personnes qui voulaient également le devenir, j'ai alors compris qu'il était possible de le dire. »

— Mitchell, 2006

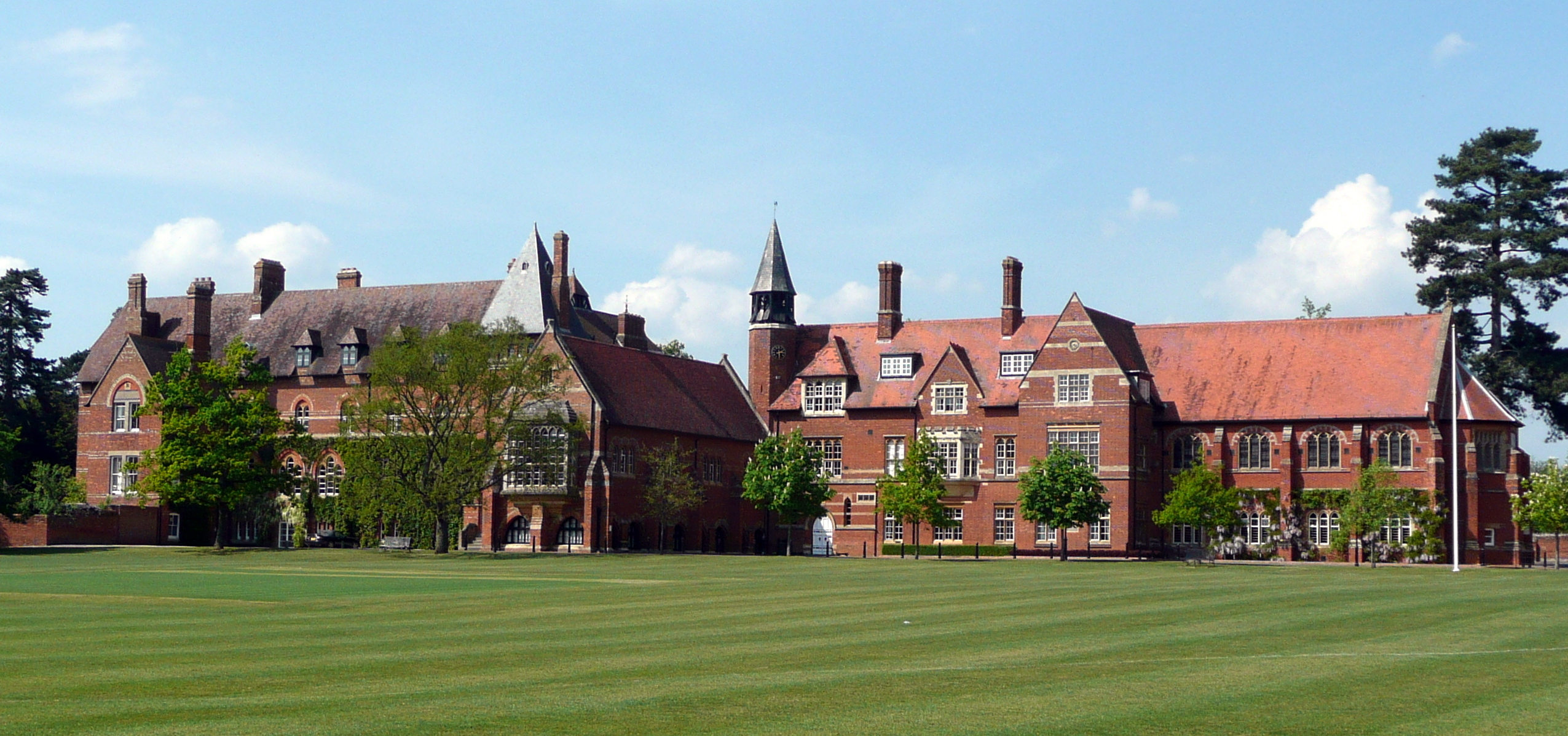
Abingdon School

À l'âge de 13 ans, Mitchell entre à l'Abingdon School, une école publique de l'Oxfordshire. Ayant toujours été premier de sa classe en primaire et en école préparatoire, il découvre en arrivant à Abingdon qu'il existe beaucoup plus intelligent que lui. Il se dirige alors vers le débat et les études dramatiques « où [il] avait une chance d'être le meilleur ». Dans ce cadre, Mitchell participe à des représentations théâtrales « principalement parce qu'on peut jouer aux cartes en coulisses ». Ses rôles consistent principalement en des apparitions de quelques minutes, jusqu'à ce qu'il obtienne le rôle de Coco Lapin dans Winnie l'ourson. Pour la première fois , il « prend conscience d'être en scène » et du fait que « c'était mieux que de jouer aux cartes ». À partir de ce moment, Mitchell est obsédé par l'écriture comique car il « a toujours pensé que plaisanter est ce qu'il y a de plus spirituel à faire » au point de « préférer la parodie de quelque chose à la chose elle-même »

### Éducation
Comme il n'est pas accepté au Merton College de l'université d'Oxford,, Mitchell entre à la Peterhouse de l'université de Cambridge en 1993, où il étudie l'Histoire moderne. Là, il commence à faire des représentations au sein des Footlights de Cambridge, qu'il préside pendant l'année 1995-1996.
Mitchell rencontre Robert Webb, avec qui il créera un duo comique, au cours de sa première année à Cambridge, alors qu'il répète pour une production des Footlights de Cendrillon. D'après Mitchell, ces activités ont eu un effet négatif sur ses résultats académiques et il n'obtient que 2:2 à ses examens finaux.

### Carrière

#### Débuts etPeep Show
Avant de vivre du métier d'acteur comique, Mitchell a travaillé entre autres comme ouvreur au théâtre Lyric Hammersmith et dans les vestiaires TFI Friday.
Le premier projet de Mitchell avec Robert Webb date de janvier 1995 : il s'agit d'une émission de télévision dont le sujet est une apocalypse nucléaire, intitulé Innocent Millions Dead or Dying: A Wry Look at the Post-Apocalyptic Age. Par la suite, Webb a qualifié le projet de très mauvais. Après avoir quitté l'université, Mitchell et Webb commencent à faire des spectacles en duo au festival Edinburgh Fringe.
À la suite de leurs représentations au festival d'Édimbourg, le duo a l'occasion d'écrire pour Alexander Armstrong et Ben Miller ainsi que pour la seconde saison de Big Train. Après quelques participations au Jack Docherty Show et à Comedy Nation, leur première apparition en tant qu'acteurs a lieu en 2000, dans la série télévisée de la BBC Bruiser, dont ils sont auteurs et interprètes. Olivia Colman, qui participera régulièrement aux projets de Mitchell et Webb, Martin Freeman, Matthew Holness et Charlotte Hudson apparaissent dans la série, Ricky Gervais et James Bachman sont également impliqués dans le projet.
En 2001, Mitchell et Webb créent pour la chaîne Play UK une nouvelle série de six épisodes, intitulée The Mitchell and Webb Situation, qui reçoit un accueil positif. Darren Richman de Wessex Scene dit alors que « ce dont la série manquait en budget, elle le compensait par son formidable contenu », il ajoute que la série est « bien supérieure à la surévaluée Little Britain » et qu'il s'agit « peut être de l'émission comique contemporaine la plus sous-estimée ». Eureka! TV, qui sortit les DVD de The Mitchell and Webb Situation en 2005, déclare que la série « répand un flot hilarant de sketchs surréalistes et excentriquement inventifs ». Dans un entretien à Wessex Scene, Mitchell déclare qu'il est « plus fier de la façon dont cela a tourné, que déçu par le fait que la série n'ait été diffusée que sur une chaîne mineure ».
Le projet suivant de Mitchell et Webb, en 2003, est une sitcom pour Channel 4 intitulée Peep Show, où ils jouent respectivement les colocataires Mark Corrigan et Jeremy Usbourne. La série est basée sur une idée de Jesse Armstrong et Sam Bain, qui n'avaient jusqu'alors pas réussi à achever ce projet de sitcom pour la BBC, Mitchell et Webb aident à y redonner vie en le faisant évoluer vers Peep Show. En dépit d'une faible audience (qui faillit entraîner l'annulation de la série), l'émission est acclamée par la critique. Le British Sitcom Guide dit de Peep Show qu'il s'agit « sans aucun doute de l'une des meilleures sitcoms de la décennie ». Ricky Gervais a déclaré que « la dernière chose qui m'ait réellement excité à la télévision britannique, c'est Peep Show, qui, je pense, est la meilleure sitcom depuis Father Ted ». La BBC loue la performance de Mitchell dans la série, en affirmant que « comme Mark Corrigan, David a réussi à toucher tous les hommes d'âge mûr dans le corps d'un homme de vingt ans, qui pensent que les drogues sont ennuyeuses et que les règles sont nécessaires au fonctionnement de la société ». Mitchell a déclaré qu'il aimait ce rôle et sympathisait avec Mark, avec qu'il « est en accord sur beaucoup de choses ». Peep Show a été diffusé pendant neuf saisons, ce qui est la plus longue durée de diffusion d'une sitcom sur Channel 4.
En 2009, Mitchell remporte le British Academy Television Award for Best Comedy Performance de la BAFTA pour Peep Show, après l'avoir manqué dans la même catégorie l'année précédente,. Il est de nouveau nommé en 2010. Il remporte la récompense « Meilleur acteur comique de télévision » lors des British Comedy Awards de 2007 et le duo remporte le Royal Television Society Award de 2017 dans la catégorie « Comédie ». Ils sont également nommés ensemble pour la récompense « Best Television Comedy Actor » lors des British Comedy Awards de 2006. Peep Show remporte le BAFTA dans la catégorie « Best situation comedy » en 2008 et le British Comedy Award dans la catégorie « Best TV comedy » en 2006 et 2007. Il remporte également le titre de « Best TV Comedy » au South Bank Show Awards, et la Rose d'Or en 2004.

#### Autres projets de Mitchell et Webb

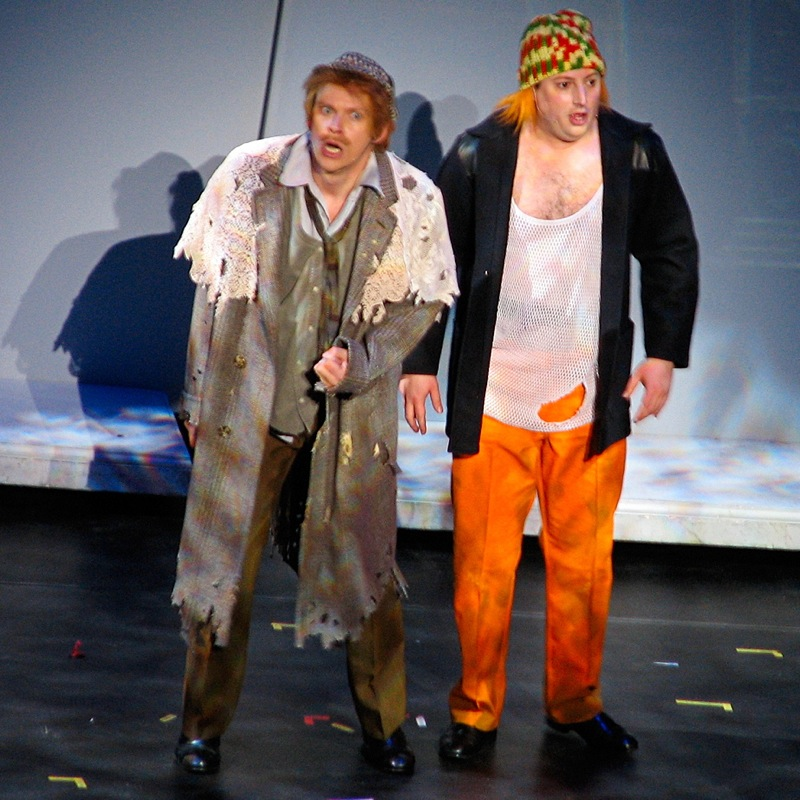
Mitchell (à droite) en « Ginger » sur scène avec Robert Webb durant une performance de la tournée The Two Faces of Mitchell and Webb.

Après le succès de Peep Show, Mitchel et Webb recommencent à faire des sketchs pour une émission à sketchs de BBC Radio 4 : That Mitchell and Webb Sound, qui durera cinq saisons. L'émission est adaptée à la télévision sous le titre That Mitchell and Webb Look. Le producteur Gareth Edwards la décrit comme « l'émission la plus courte qu'il ait jamais écrite »,. L'émission télévisée dure 4 saisons. Vers la fin de l'année 2006, le duo réalise sa première tournée dans le cadre du spectacle The Two Faces of Mitchell and Webb. Le spectacle est critiqué comme étant une « simple succession de scènes peu liées entre elles » par Brian Logan, du Guardian, où il obtient une note de deux étoiles.
That Mitchell and Webb Look leur permet de gagner le BAFTA de Meilleur émission comique en 2007 et ils sont à nouveau nommés dans cette catégorie en 2009. Ils sont nommés pour deux British Comedy Awards en 2006 : le Britain's Best New TV Comedy et le Highland Spring People's Choice. Leur tournée sur scène, The Two Faces of Mitchell and Webb, est nommée au British Comedy Award dans la catégorie Best Stage Comedy, et That Mitchell and Webb Sound remporte un Sony Silver Award.
Leur premier film, Magicians sort le 18 mai 2007. Il est réalisé par Andrew O'Connor et écrit par Jesse Armstrong et Sam Bain, et Mitchell y joue le rôle d'un magicien nommé Harry. Plus tard la même année, le duo tourne le pilote d'une sitcom pour la BBC Radio 2 intitulée Daydream Believers, dans laquelle Mitchell joue Ray, un écrivain de science-fiction. Mitchell et Webb avaient déjà participé au pilote de la série dans Comedy Lab sur Channel 4.
Le premier livre de Mitchell et Webb, This Mitchell and Webb Book, est publié en 2009. Ils écrivent et tournent Playing Shop, le pilote d'une émission comique destinée à BBC2 dont le sujet est deux hommes qui gèrent une affaire depuis leurs cabanes. Bien que les commanditaires de la BBC l'apprécient, Mitchell et Webb abandonnent le projet d'eux-mêmes, car ils estiment qu'il est trop proche de Peep Show. Un nouveau pilote est commandé, mais le projet est également abandonné. Mitchell et Webb font les voix de deux robots dans l'épisode de Doctor Who intitulé « Des dinosaures dans l’espace » en 2012.
En 2007, le duo apparaît dans la version britannique de la publicité d'Apple « Get a Mac », dans laquelle Mitchell jouait PC. La publicité reçut de nombreuses critiques. Dans The Guardian, Charlie Brooker dit qu'utiliser Mitchell et Webb dans ces publicités est un curieux choix, car en comparant les personnages de PC et Mac à ceux de Mark et Jeremy dans Peep Show « vous pensez que les PC sont un peu nuls mais finalement plutôt agréables, tandis que les Mac sont juste des branleurs suffisants et sans relief ». Le The British Sitcom Guide les critique également pour « avoir vendu leurs âmes ». Un journaliste dit de la publicité qu'elle était « pire que pas drôle », accusant Mitchell et Webb de trahison. Dans un entretien accordé au Telegraph, Robert Webb répond aux critiques que « Quand quelqu'un vous demande : « Voulez-vous faire quelques publicités drôles, qui ne prennent que quelques jours et payées plus qu'une saison entière de Peep Show ? », la réponse est évidemment « Oui, bien sûr » ». Dans le même entretien, Mitchell déclare : « Je ne vois pas ce qui est moralement incohérent dans le fait qu'un comédien fasse de la publicité. Il n'est pas immoral de vendre des ordinateurs, n'est-ce pas ? À moins que vous ne pensiez que le capitalisme est le diable – ce qui n'est pas mon cas. Ce n'est pas comme si nous cherchions à faire vendre une machine à tuer les bébés. ».
En 2005, le duo arrive à la neuvième place d'une liste des meilleurs talents de la télévision britannique, et est nommé douzième dans une liste de Radio Times des personnes les plus influentes de la télévision comique.

#### Acteur solo, présentateur et écrivain
En parallèle de son travail avec Webb, Mitchel apparaît seul dans plusieurs émissions : il est Owen, l'expert technique de la sitcom de Radio 4 Think the Unthinkable en 2001. Il a également interprété le chirurgien Toby Stephens dans la sitcom de BBC2 Doctors and Nurses. En 2005, il joue Tim, le secrétaire malheureux de Kate, dans La Mégère apprivoisée, reprise modernisée de la BBC dans le cadre de la série ShakespeaRe-Told. Mitchell apparaît plusieurs fois dans l'émission à sketchs de Channel 4 Blunder. L'émission ne reçoit pas un bon accueil, et le British Sitcom Guide la qualifie même de pire émission à laquelle Mitchell ait participé en 2006 dans leur British Sitcom Awards de l'année. Il interprète le personnage récurrent du Dr James Vine dans la sitcom de la BBC Jam and Jerusalem. Mitchell joue le petit rôle d'un écrivain anglais également nommé David dans le film I Could Never Be Your Woman. Il déclare après le tournage à Los Angeles qu'il n'aime pas la région et préfère tourner au Royaume-Uni.
Il écrit la cinquième saison du spectacle de sketchs d'imitations Dead Ringers sur BBC2, et donne sa voix à Mitch dans le dessin animé de Disney Channel Phinéas et Ferb. Il narre l'émission de téléréalité Beauty and the Geek. À la suite du succès de Channel 4's Alternative Election Night en 2010, que Mitchell présente avec Jimmy Carr, Charlie Brooker et Lauren Laverne, tous les quatre se voient confier la présentation de 10 O'Clock Live, une série de spectacles en direct sur l'actualité hebdomadaire. Mitchell y tient une séquence solo Listen to Mitchell durant trois saisons.
Mitchell présente également quatre saisons de l'émission vidéo en ligne David Mitchell's Soapbox, une série de courts monologues co-écrit avec John Finnemore pour ChannelFlip. Dans ces monologues, Mitchell traite de sujets variés, parmi lesquels la série télévisée de la BBC Doctor Who ou la télévision en 3D. Matt Warman, du Daily Telegraph, pense que cette série traduit la tendance des émissions comiques à être diffusées en ligne, plutôt qu'à la télévision.  
Il fait la voix off d'une publicité de FRANK, interprète le rôle de « Pablo the Drug Mule Dog » dans une publicité gouvernementale d'un coût d'un million de livres, mettant en garde contre les dangers de la cocaïne, et tourne également une publicité pour la Driving Standards Agency « The Highway Code ». Il écrit des éditoriaux pour The Observer et The Guardian. Il participe au Channel 4's Comedy Gala, un gala de bienfaisance organisé pour soutenir l'hôpital pour enfants Great Ormond Street Hospital à l'O2 Arena. En octobre 2009, Mitchell signe un accord avec HarperCollins et la marque Fourth Estate pour écrire un livre de mémoires et une fiction. Les mémoires, Back Story: A Memoir, furent publiées en octobre 2012 et le roman était prévu pour 2013,.
Mitchell joue William Shakespeare dans la sitcom Upstart Crow, diffusée en 2016 dans le cadre du 400e anniversaire de la mort du dramaturge. La série est renouvelée pour six épisodes supplémentaires et un épisode spécial de Noël, diffusés en 2017 sur BBC 2.

### Panel shows
Mitchell participe régulièrement à des panel shows en Grande-Bretagne, James Rampton, journaliste pour The Independent, dit même de Mitchell : « si ce n'est le roi des panel shows, il en est au moins le prince régent ». Depuis 2006, il a présenté huit saisons de The Unbelievable Truth, un panel game de BBC Radio 4. À partir de 2007, Mitchell est capitaine d'équipe dans l'émission de la BBC Would I Lie to You?, face à Lee Mack.  Il a présenté le panel show comique Was It Something I Said?, dont l'unique saison a été diffusée sur Channel 4 en octobre et novembre 2013.
Il a été capitaine d'équipe dans l'émission de télévision de Channel 4, Best of the Worst, face à Johnny Vaughan. Mitchell a aussi présenté dix épisodes de Have I Got News For You, ainsi que le panel show The Bubble,. Il présenta la deuxième semaine de l'émission de Channel 4 FAQ U, et est apparu dans son propre rôle dans Rob Brydon's Annually Retentive, une parodie de panel show. Il a aussi participé à l'émission de Channel 4 TV Heaven, Telly Hell, et est apparu dans plusieurs épisodes de Question Time. Il apparaît régulièrement dans QI, Have I Got News for You, Mock the Week, Just a Minute, Armando Iannucci's Charm Offensive et 8 Out of 10 Cats, ainsi que dans l'émission annuelle The Big Fat Quiz of the Year,.
Dans un entretien de 2007 à Digital Spy, Mitchell déclare apprécier les panel shows, car ce sont « des jeux qui valent la peine d'être joués ». Il a ensuite précisé son propos en réponse aux critiques envers Charlie Higson, co-créateur du Fast Show, qui déclara en septembre 2013 que les panels occupaient la programmation télévisuelle aux dépens des sketchs et des sitcoms :

« Catherine Zeta-Jones évoquait le fait de jouer au golf avec son mari Michael Douglas. Nous avons tous commencé à imaginer la scène et la séquence était très drôle. Ce sont des moments comme celui-là qui, pour moi, justifient l'existence des panel shows, car personne n'aurait écrit ces mots. Cette séquence est le résultat d'une combinaison de personnes, cela démontre que les panel shows peuvent produire du comique à la télévision d'une façon qui n'aurait pu être écrite dans une sitcom ou dans un sketch. Je pense qu'il s'agit d'une forme de divertissement majeure et que nous ne devons pas perdre cela de vue. »

— Mitchell
Le Radio Times le nomma « Meilleur invité de panel show comique » du monde, déclarant qu'il était incroyablement spirituel et « pouvait même donner l'impression que Paul Merton est long à la détente ».
Après sa victoire au BAFTA, Mitchell fut classé 53e dans le MediaGuardian 100 de 2009, un classement annuel des personnalités médiatiques établi par The Guardian. En référence à son omniprésence dans les diffusions et sur support papier, l'écrivain du  Guardian le qualifie d'homme drôle du moment. Dans l'entrée relative à Peep Show de la liste des « The top 50 TV shows of the Noughties » (« Les 50 meilleures émissions de télévision des années 2000 »), The Times décrit Mitchell comme « une institution nationale ».

## Influences
L'acteur préféré de Mitchell est Alec Guinness; Spike Milligan, Peter Sellers et Peter Cook sont ses idoles dans le domaine comique. De plus, à la mort de Richard Briers en février 2013, Mitchell révéla que, quand il joue, il essaye toujours de lui ressembler. Mitchell a également souligné que Morecambe and Wise, The Monty Python et The Two Ronnies ont eu une grande influence sur sa carrière.

## Vie privée
La famille du père de Mitchell, né à Merseyside, venait d'Écosse et sa mère est galloise, ce qui conduit Mitchell à se considérer comme Britannique plutôt qu'Anglais. Le 7 août 2014, Mitchell est l'une des 200 personnalités à signer une lettre publiée dans The Guardian exprimant leur souhait de voir l’Écosse voter en faveur du maintien dans le Royaume-Uni lors du référendum sur le sujet en septembre de la même année. La participation de Mitchell à la lettre ouverte fait suite à un éditorial dans l’Observer en mai 2011, dans lequel il conclut que « si l’Écosse décide de partir… les Britanniques perdront leur pays ». En mai 2016, il s'exprime en faveur du maintien du Royaume-Uni dans l'Union européenne, dans le cadre du référendum organisé le mois suivant, dans un éditorial publié dans The Guardian.
Mitchell plaisante souvent sur sa vie privée. En 2005, il déclare que dans de nombreuses situations, il n'avait rien osé dire à la personne qui lui plaisait. Il ajoute : « Je suis bien seul, j'aimerais que ce ne soit pas pour toujours, mais fondamentalement, je vis bien célibataire ». Pendant longtemps, il a vécu à Kilburn, en collocation avec le romancier Robert Hudson. En 2007, il est témoin au mariage de Robert Webb et Abigail Burdess.
Il rencontre pour la première fois l'animatrice Victoria Coren à la soirée d'Halloween annuelle de Jonathan Ross en 2007 et en tombe amoureux. Elle décida de suivre quelqu'un d'autre et il se languit d'elle, mais ils commencèrent finalement à sortir ensemble en décembre 2010,,. En mars 2012, leurs fiançailles sont annoncées dans The Times et ils se marient le 17 novembre 2012. Robert Webb est le témoin de Mitchell. En mai 2015, Coren annonça la naissance de leur fille.
Mitchell s'intéresse à l'histoire et déclare dans une interview à The Observer qu'il « [se voyait] bien rejoindre dans quelques années la National Trust et faire le tour des vieux châteaux ». Il ajoute que cela pourrait être reposant lorsque « la colère de l'âge mûr s'installera ». Dans son interview à Parkinson, il déclare que s'il pouvait remonter le temps, il irait à la construction de Stonehenge, pour leur demander pourquoi ils prenaient la peine de faire une telle chose. Il est fan de cricket (il a d'ailleurs écrit sur le sujet pour The Guardian) et de snooker,, et joue occasionnellement au squash et au tennis. Il utilise Twitter et ne conduit pas,. Il se déclare agnostique.
Mitchell marche une heure par jour pour son dos et a, en conséquence, perdu du poids mais il a « probablement un mauvais régime [et] bois probablement trop ». Il se décrit comme un anxieux, vérifiant encore et encore les choses,,.
En dehors de la télévision, Mitchell a indiqué que Evelyn Waugh figurait parmi ses auteurs favoris. Il déclara qu'il ne portait « pas une once d'intérêt pour la musique » mais est pourtant apparu sur le programme radio Desert Island Discs. Mitchell a révélé qu'il possédait deux CD : …But Seriously de Phil Collins et I Dreamed a Dream de Susan Boyle.

## Filmographie

### Acteur

#### Cinéma
- 2007 : Magicians : Harry
- 2007 : Trop jeune pour elle : David
- 2015 : Friday Download: The Movie Policier
- 2017 : Gun Shy : John Hardigger
- 2019 : Greed

#### Télévision
- 1997 : The Jack Docherty Show :  Plusieurs personnages
- 1998 : Comedy Nation :  Plusieurs personnages
- 2000 : Bruiser :  Plusieurs personnages
- 2001 : Fun at the Funeral Parlour : Strachan
- 2001 : The Mitchell and Webb Situation : Plusieurs personnages
- 2001 : Comedy Lab : Ray
- 2002 : TLC :  Patient des années 1950.
- 2003 : The Strategic Humor Initiative :  Plusieurs personnages.
- 2003–2015 : Peep Show : Mark Corrigan[110]
- 2004 : Doctors and Nurses :  Dr Toby Stephens
- 2005 : Twisted Tales : Ray
- 2005 : All About George : Jed
- 2005 : Dirty tricks : Penguin
- 2005 : The 100 Greatest Cartoons
- 2005 : Britain's 50 Greatest Comedy Sketches
- 2005 : Look Around You : Pat Taylor
- 2005 : ShakespeaRe-Told : Tim Agnew
- 2006 : Rob Brydon's Annually Retentive :  Lui-même
- 2006 : Imagine
- 2006 : TV Heaven, Telly Hell
- 2006 : The Law of the Playground
- 2006–2009 : Jam & Jerusalem : Dr James Vine
- 2006–2010 : That Mitchell and Webb Look : Plusieurs personnages
- 2006 :  Blunder :  Plusieurs personnages
- 2007-2009Friday Night with Jonathan Ross
- 2007 : The World's Greatest Comedy Characters
- 2007 : Dawn French's Boys Who Do Comedy
- 2007 : Parkinson
- 2007 : Timeshift
- 2008 : Lily Allen and Friends
- 2008-2013 : The Graham Norton Show
- 2008-2011 : Question Time
- 2009–2012 : Phinéas et Ferb : Mitch
- 2009 : Who Do You Think You Are?
- 2009-2013 : This Morning
- 2009-2011 : The One Show
- 2009-2013 : Alan Carr: Chatty Man
- 2010 :  Playing Shop
- 2010 : Channel 4's Comedy Gala
- 2010 : Channel 4's Alternative Election Night : présentateur
- 2010-2012 : BBC Breakfast
- 2011 :  How TV Ruined Your Life :  Lui-même
- 2011–2012 : The Bleak Old Shop of Stuff :  Jolliforth Jollington
- 2011- : 10 O'Clock Live : co-présentateur
- 2011 : Mark Lawson Talks to...
- 2011 : Ronnie Corbett's Comedy Britain
- 2011 : QI – Genesis
- 2011 : Michael McIntyre's Christmas Comedy Roadshow
- 2012 :  Doctor Who :  Robot (voix)
- 2012 : Channel 4's 30 Greatest Comedy Shows
- 2012 : The Jonathan Ross Show
- 2013 :  Ambassadors :  Keith Davis[111]
- 2013 : Goodbye Television Centre
- 2014 :  The Incredible Adventures of Professor Branestawm :  Harold Haggerstone
- 2014 : The Comedy Vaults: BBC2's Hidden Treasure
- 2014 : 50 Years of BBC2 Comedy
- 2015 :  Harry Hill in Professor Branestawm Returns :  Harold Haggerstone
- 2016– : Upstart Crow :  William Shakespeare
- 2017– : Back : Stephen
- 2024 : Ludwig : John Taylor et James Taylor

### Narrateur
- 2006 : Beauty and the Geek
- 2007 : Sci-Fi Saved My Life
- 2007 : TV Is Dead?
- 2008 : Wonderland – The Secret Life of Norman Wisdom Aged 92¾
- 2008 : Blackadder Exclusive: The Whole Rotten Saga
- 2008 : Blackadder's Most Cunning Moments
- 2009 : The Real Swiss Family Robinson
- 2010 : The Million Pound Bike Ride: A Sport Relief Special
- 2010 : Around the World in 90 Minutes
- 2015 : Horizon : Dancing in the Dark: The End of Physics?
- 2016 : Marks & Spencer Channel 4 Mrs Claus endorsement

### Dans desPanel games
- 2001–2002 : Fanorama : Capitaine d'équipe
- 2002 : Does Doug Know? : 2 apparitions
- 2005 : FAQ U : Présentateur
- 2005–2014 : Have I Got News for You : présentateur invité
- 2005–2009 : Mock the Week
- 2005–2013 : QI
- 2005-2015 : The Big Fat Quiz of the Year
- 2006 : Best of the Worst : Capitaine d'équipe
- 2007 : Would I Lie to You? : Capitaine d'équipe
- 2007 : The Big Fat Anniversary Quiz
- 2008 : 8 Out of 10 Cats
- 2009–2010 : You Have Been Watching
- 2010 : The Bubble : présentateur
- 2011 : 24 Hour Panel People
- 2012 : The Big Fat Quiz of the '00s
- 2013 : The Big Fat Quiz of the '80s
- 2013 : Only Connect
- 2013 : Was It Something I Said? : présentateur

## Radio
| Année     | Titre                                   | Rôle            | Notes                           |
| --------- | --------------------------------------- | --------------- | ------------------------------- |
| 2001      | Until Morning                           |                 | BBC Radio 4 Afternoon Play      |
| 2001–2005 | Think the Unthinkable                   | Owen            | 4 saisons                       |
| 2003–2013 | That Mitchell and Webb Sound            | Various         | 5 saisons ; également écrivain. |
| 2006      | Vent                                    | John Dee        |                                 |
| 2007      | Daydream Believers                      | Ray             | BBC Radio 2                     |
| 2008      | Bleak Expectations                      | Révérend Fecund | BBC Radio 4, 3 apparitions      |
| 2009      | The Death of Grass                      | Narrateur       | BBC Radio 4                     |
| 2014      | Blocked                                 | Felix           |                                 |
| 2016      | Behaving Ourselves: Mitchell on Manners | Narrateur       |                                 |

### Apparitions hors fiction
- The Unbelievable Truth – Présentateur (2006–)
- Heresy – 4 apparitions (2008–2010)
- Just a Minute – 4 apparitions (2009, 2010)
- Desert Island Discs – 1 apparition – (2009)
- The News Quiz – 1 apparition – (2009)
- I'm Sorry I Haven't A Clue – 6 apparitions – (2009–2011)

## Publications
- This Mitchell and Webb Book (2009), avec Robert Webb ;
- Back Story: A Memoir (2012) ,
- Thinking About It Only Makes it Worse (2014)[112].

### Ouvrages
- David Mitchell, Back Story : A Memoir, HarperCollins, 2012, 326 p. (ISBN 978-0-00-735172-5)

### Articles
- A & C Black, « David Mitchell », Who's Who 2011, Oxford University Press,‎ 2010 (lire en ligne, consulté le 10 avril 2011)
- Simon Lewis, « So what was my big secret? Was I gay? Or on drugs? No, just hopelessly in love: My life as a total loser », Mail Online,‎ 13 octobre 2012 (lire en ligne, consulté le 13 octobre 2012)
- Janice Turner, « Mitchell and Webb are back on TV », The Times,‎ 9 février 2008 (lire en ligne)
- Deborah Ross, « Peep Show's David Mitchell and Robert Webb », The Independent,‎ 18 novembre 2006 (lire en ligne)
- Darren Richman, « David 'peep show' Mitchell Interview », Wessex Scene,‎ 7 mars 2005 (lire en ligne)
- Ben Mitchell, « Masters of comedy », The Observer,‎ 27 août 2006 (lire en ligne, consulté le 28 avril 2007)
- Jane Fryer, « Who are Mitchell & Webb? », Daily Mail,‎ 25 octobre 2007 (lire en ligne, consulté le 3 novembre 2007)
- « That Mitchell and Webb interview », Varsity,‎ 22 février 2008 (lire en ligne, consulté le 24 janvier 2011)
- Mark Lewisohn, « Bruiser », BBC,‎ 2007 (lire en ligne, consulté le 4 avril 2007)
- James Rampton, « Robert Webb and David Mitchell: The Peep Show duo's new pain game », The Independent,‎ 13 septembre 2006 (lire en ligne [archive du 30 septembre 2007], consulté le 4 avril 2007)
- « Frankie Boyle heads new Channel 4 season », BBC News,‎ 26 août 2010 (lire en ligne, consulté le 27 août 2010)